# Усов Балаган
Усов Балаган (рос. Усов Балаган) — населений пункт (тип: роз'їзд) у Смідовицькому районі Єврейської автономної області Російської Федерації.
Орган місцевого самоврядування — Смідовицьке міське поселення. Населення становить 8 осіб (2010).

## Історія
Згідно із законом від 26 листопада 2003 року органом місцевого самоврядування є Смідовицьке міське поселення.

## Населення
| 2002 | 2010 |
| ---- | ---- |
| 15   | ↘8   |